# Warme Farbe

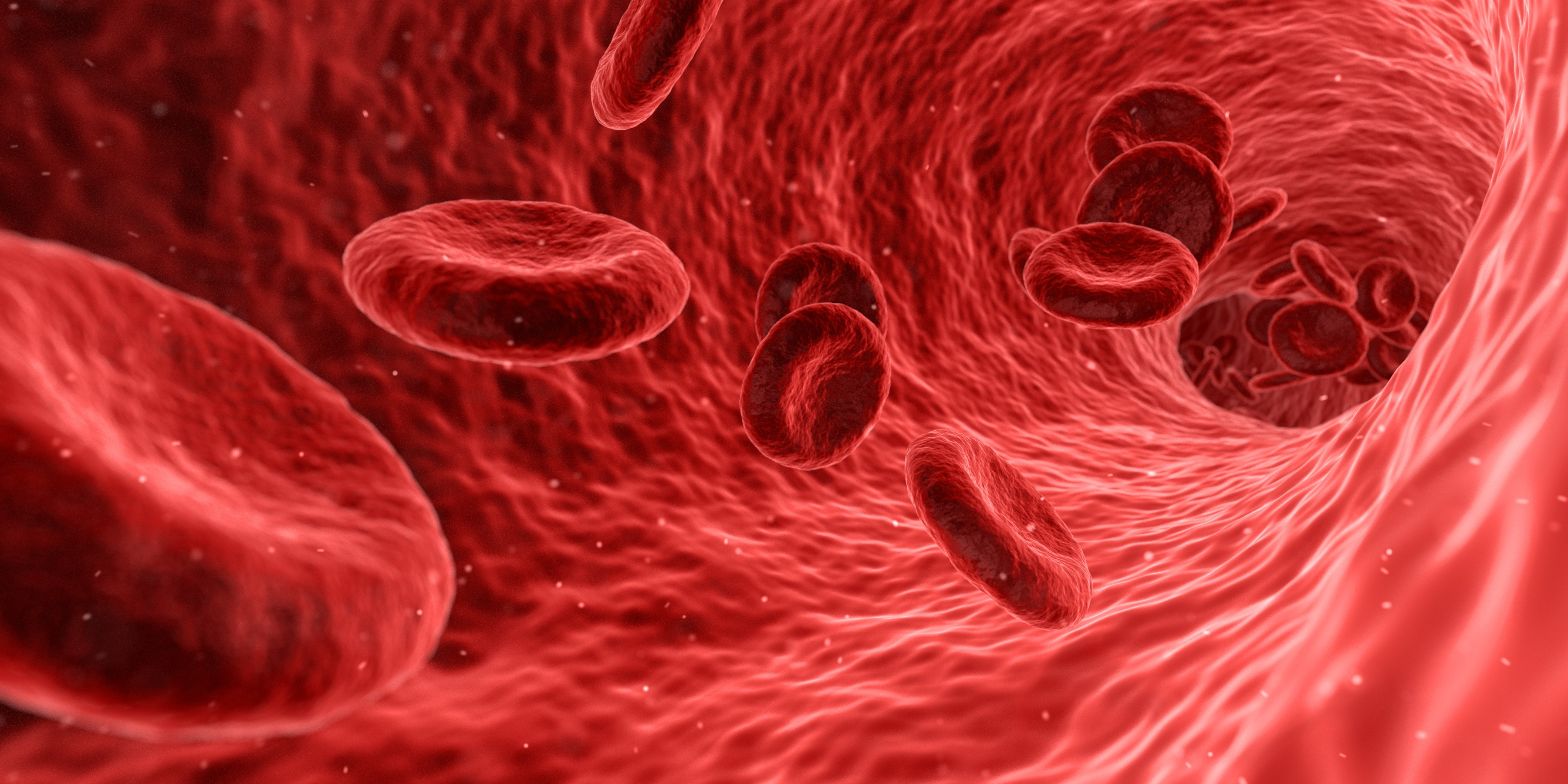
Die rote Farbe des Blutes verbinden die Menschen seit alters her mit Wärme bzw. Hitze.

Warme Farben sind Gelb-, Orange- und Rottöne, aber auch Braun, Ocker und Gold. Dabei empfinden die meisten Rot als die wärmste Farbe. Warme Farben haben auf einen Betrachter eine angenehm-wärmende bis dramatisch-heiße Wirkung.

## Evolution
Rot spielt in der Geschichte der Menschheit in drei wichtigen Bereichen eine Rolle, bei der Nahrungsbeschaffung, bei Blut und Feuer.

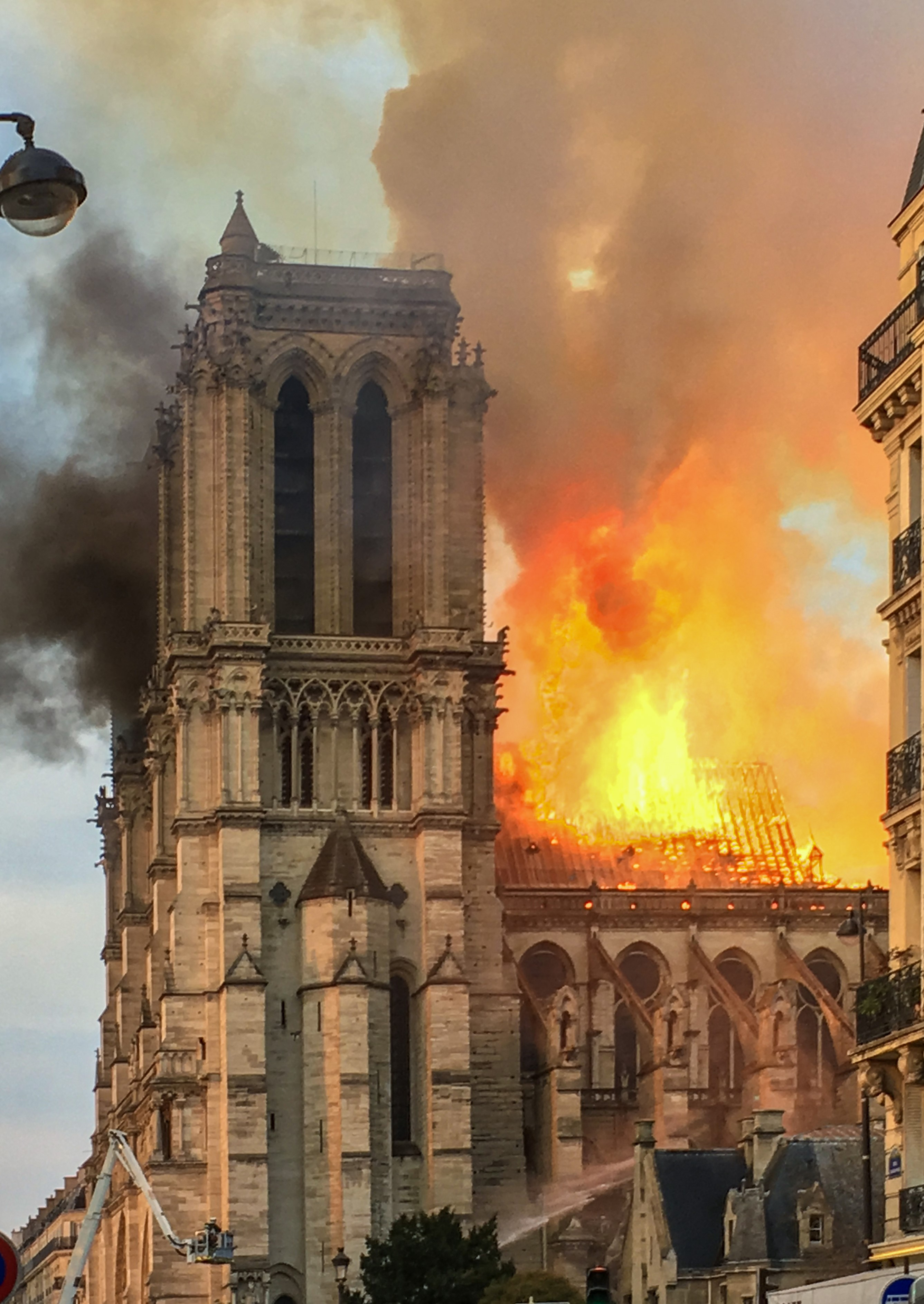
Beim Brand eines Gebäudes wirken die Farben des Feuers Gelb und Orange heiß und zerstörerisch – wie bei der Kathedrale Notre Dame in Paris 2019.

1. Beim Brand eines Gebäudes wirken die Farben des Feuers Gelb und Orange heiß und zerstörerisch – wie bei der Kathedrale Notre Dame in Paris 2019.Zunächst ist die Nahrungsbeschaffung zu nennen. Essbare Früchte sind rot, um in der grünen Umgebung aufzufallen. Die Menschen können die energiereiche Nahrung leichter erkennen und die Früchte brauchen das Gegessenwerden, um sich großflächig auszubreiten und fortzupflanzen.
2. Der wichtigste Aspekt in Bezug auf die Wärmewirkung von Rot ist das Blut. Das Blut spielt eine große Rolle bei der Jagd, im Krieg und bei Unfällen. Hier sind höchste Aufmerksamkeit, schnelle Reaktion, Kraft, Stärke und oft auch Aggression erforderlich. Außerdem zeigt sich die Bedeutung des Blutes bei der Fortpflanzung. Die Rötung ist ein Zeichen für sexuelle Erregung bzw. Bereitschaft. Bei der Menstruation oder Geburt tritt Blut aus dem Körper.[1] Insgesamt hat der Mensch größere Überlebens-Chancen, wenn er auf Rot reagiert.
3. Weitere Faktoren sind das Feuer und die Sonne. Beide spenden Licht und Wärme. Damit sollten eigentlich die Farben Gelb und Orange besonders warm wirken. Aber zum einen ist Rot die erste und wichtigste Farbe, die der Mensch wahrnehmen kann. Und zum anderen ist die Wirkung von Blut so einschneidend, dass sich das Rot physiologisch und anthropologisch gegenüber Gelb und Orange durchsetzen konnte.[2]

### Einfluss der individuellen Erfahrung
Jedes Kind weiß, dass die gelb-rot züngelnden Flammen der Kerze und des Feuers für heiß, aber bei genügendem Abstand für wohlige Wärme stehen. Aber viel häufiger begegnen dem Kind heutzutage in Spielzeug, Bilderbüchern und Kleidung alle möglichen Farben in oft beliebigen Zusammenhängen. Und die Wirkung der Farben ist bei allen Menschen viel zu spontan, als dass sie das Ergebnis einer individuellen Lernerfahrung sein könnte. So ist wahrscheinlich, dass der durch die Evolution bedingte genetische Einfluss bei der Farbwirkung von Rot und Blau entscheidend ist. Allerdings gibt es individuelle Unterschiede in Bezug auf die Bewertung. So kann der eine die Wärme als angenehm und behaglich empfinden, während der andere sie mit einem Gefühl der Bedrohung, Beengtheit und Beklemmung verbindet. Insgesamt lässt sich feststellen, dass die Temperaturwirkung von Rot zwar eine weltweit verbreitete Synästhesie darstellt, dass es aber zeitliche, individuelle und kulturelle Abwandlungen gibt.

## Physiologie
Die Auswirkung von warmen und kalten Farben untersuchen Wissenschaftler häufig in sogenannten Farbraumexperimenten. Harry Wolfarth (1921–1996) von der University of Alberta in Kanada fand einen signifikanten Anstieg von Puls und Atmungsfrequenz von Testpersonen bei roten Körperfarben, dagegen eine Senkung bei blauen Farben. Der Farbenpsychologe und Physiologe Heinrich Frieling (1910–1996) wies nach, dass Versuchspersonen einen roten Raum mindestens 4 °C wärmer empfinden als einen blauen. Die physiologischen Reaktionen sind bei Männern stärker als bei Frauen. Das lässt sich eventuell mit der stammesgeschichtlichen Entwicklung des Menschen erklären. Männer waren meist Führer und Beschützer ihrer Horde. Als solche benötigten sie nicht nur körperliche Stärke, sondern auch schnelles und präzises Reagieren auf farbliche Veränderungen in der Umwelt.

## Physik
Im Spektrum der elektromagnetischen Wellen befindet sich direkt im Anschluss an den langwelligen, roten Bereich das unsichtbare Infrarot (Ultrarot, Wärmestrahlung). Die Absorption des infraroten Lichts führt fast ausschließlich zur Umwandlung der Strahlungsenergie in Wärme, so dass Infrarot eine erhebliche Wärmeempfindung auslöst. Allerdings ist das Reflexionsvermögen nur vom Material (z. B. Leinwand, Tapete, Wand) und nicht von der Farbe abhängig. Physikalisch lässt sich kein Einfluss der Farbe Rot oder Blau nachweisen. Ob ein Zimmer oder eine Leinwand rot oder blau gestrichen ist, hat auf die messbare Temperatur keinen Einfluss.

## Farbpsychologie
Die warme Wirkung von Rot ist vor allem geprägt durch die menschliche Urerfahrung mit dem Blut, also mit Fortpflanzung, Jagd, Krieg, Opfer und Unfällen. Auch wenn der Kontakt mit rotem Blut heute im Vergleich zu damals äußerst gering ist, bleibt die Wirkung gleich. Rot steht für Abenteuer, Aktivität, Aufmerksamkeit, Dynamik, Kraft, Leidenschaft, Liebe, Temperament, aber auch für Aggression, Gefahr, Hass, Kampflust, Wut und Zorn. Die Erkenntnisse der Farbpsychologie finden in vielen Bereichen ihre Anwendung, vor allem in der Werbebranche.

### Verwendung im Alltag
Rot verbinden wir mit Gefahr und Warnung. So sind zum Beispiel Stoppschilder auf der ganzen Welt rot mit weißer Schrift. Rote Ampeln, rote Schranken, Verbotsschilder und Warnhinweise markieren "Halt!", Gefahr und Wachsamkeit. Die starke Signalwirkung nutzen Verkaufsstrategen bei Sonderangeboten und Rabatt-Aktionen. Auch wenn hier keine Lebensgefahr besteht, fordert man den Kunden auf, sofort anzuhalten und zuzugreifen. Auf der anderen Seite steht Rot für Liebe und Leidenschaft. Ein roter Sportwagen wirkt noch sportlicher, schneller und stärker als ein andersfarbiges Modell und rot geschminkte Lippen wirken erotischer als naturbelassene. Rote Schokoherzen begeistern zum Valentinstag. Das beste Beispiel überhaupt ist das röteste Produkt auf der ganzen Welt: CocaCola. Die Limonade gilt als Muntermacher und Energiegetränk. Gleichzeitig wirbt die Marke für Gemeinschaft und Soziales, für Gefühle, die man mit der Familie und mit Freunden teilt. Im Wohnbereich wirken leuchtende Rottöne aufregend, lebendig und jung. Allerdings besteht die Gefahr, dass sie zu aggressiv, aufdringlich und überdreht wirken. Meist eignen sich eher dunkle, helle oder gedämpfte Rottöne für Wohnzimmer, da sie gemütlich und warm wirken.

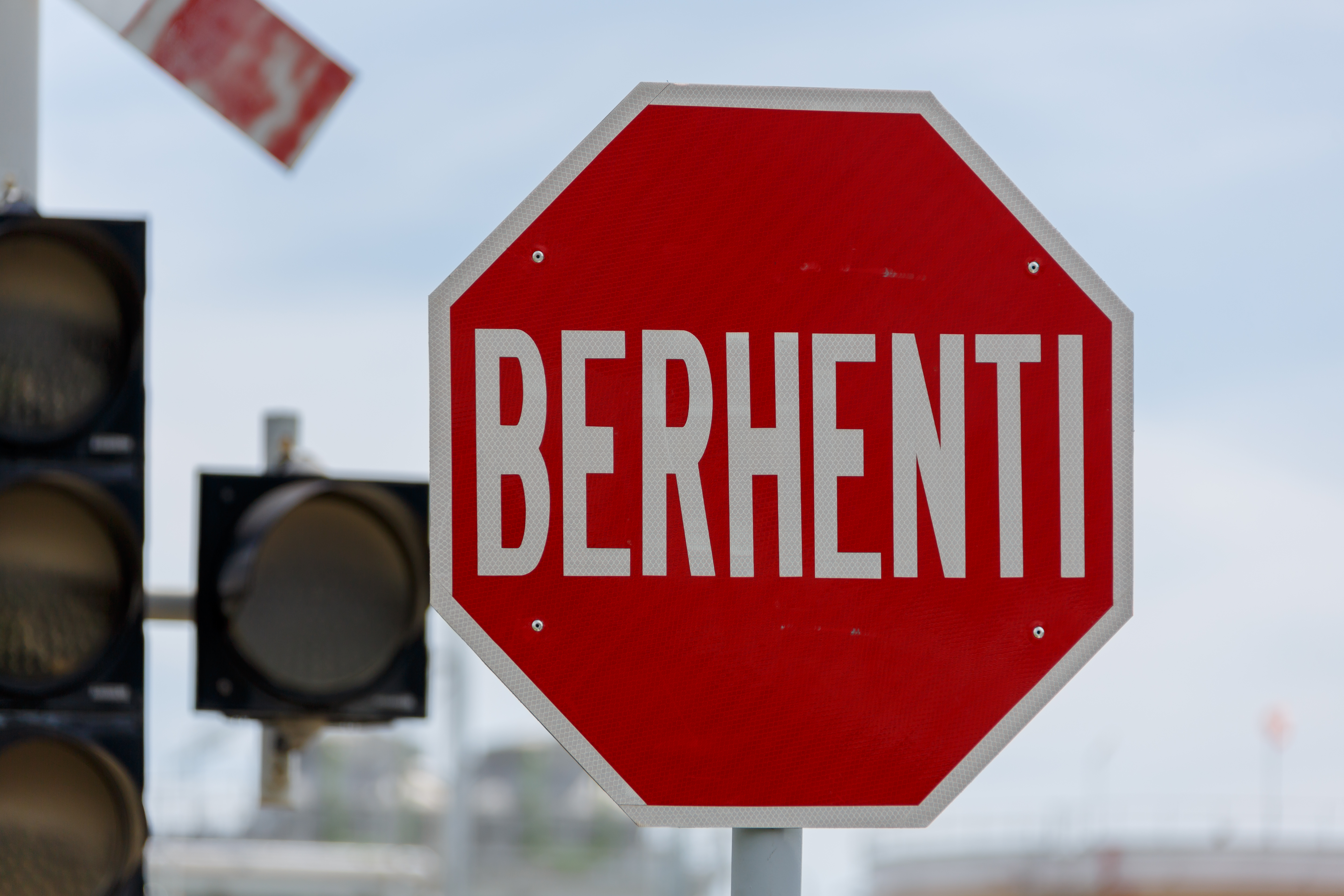
Das Stoppschild in Malaysia ist weltweit verständlich durch die rote Farbe und die achteckige Form.
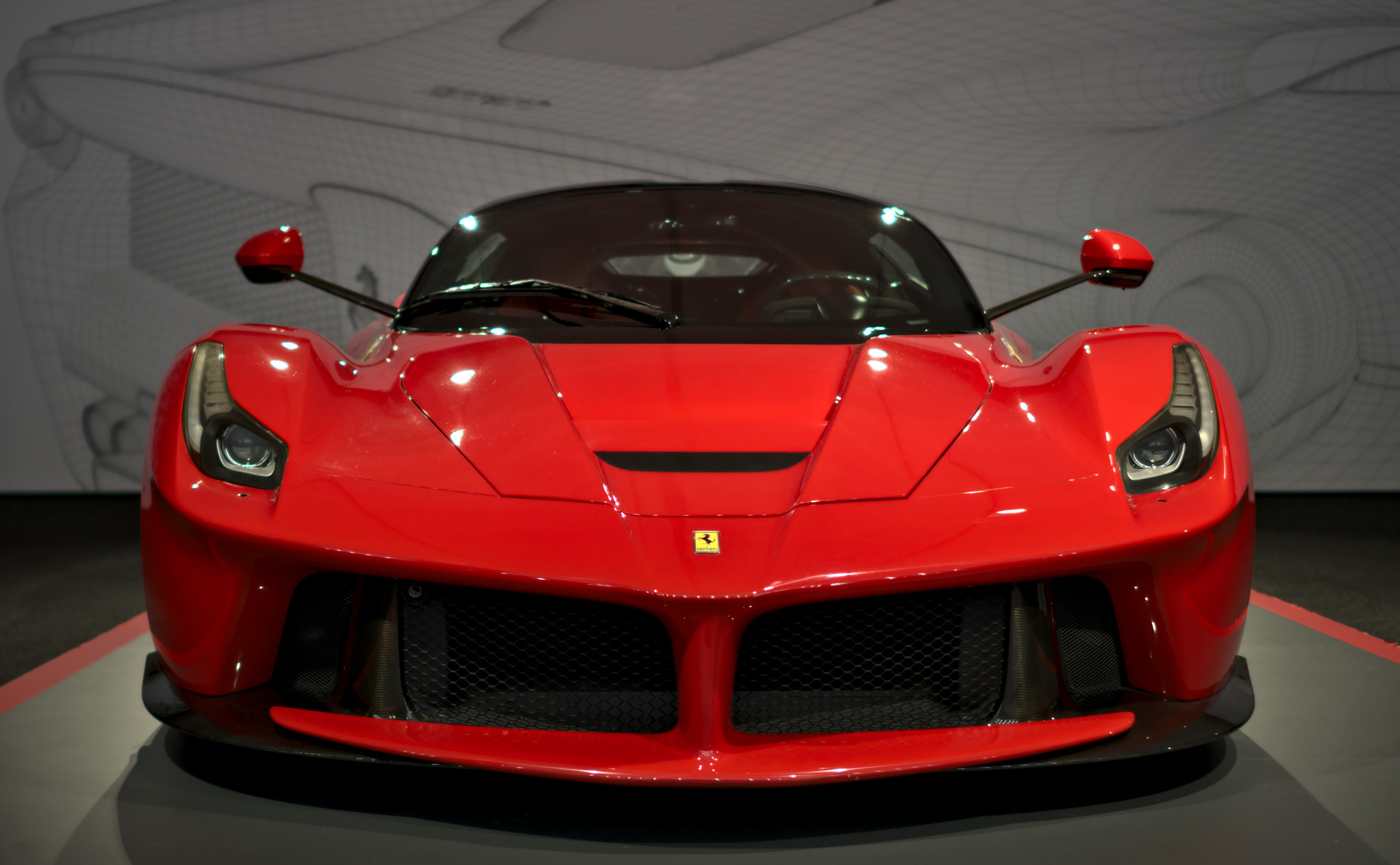
Ein roter Sportwagen wirkt schneller und stärker als ein andersfarbiges Modell.
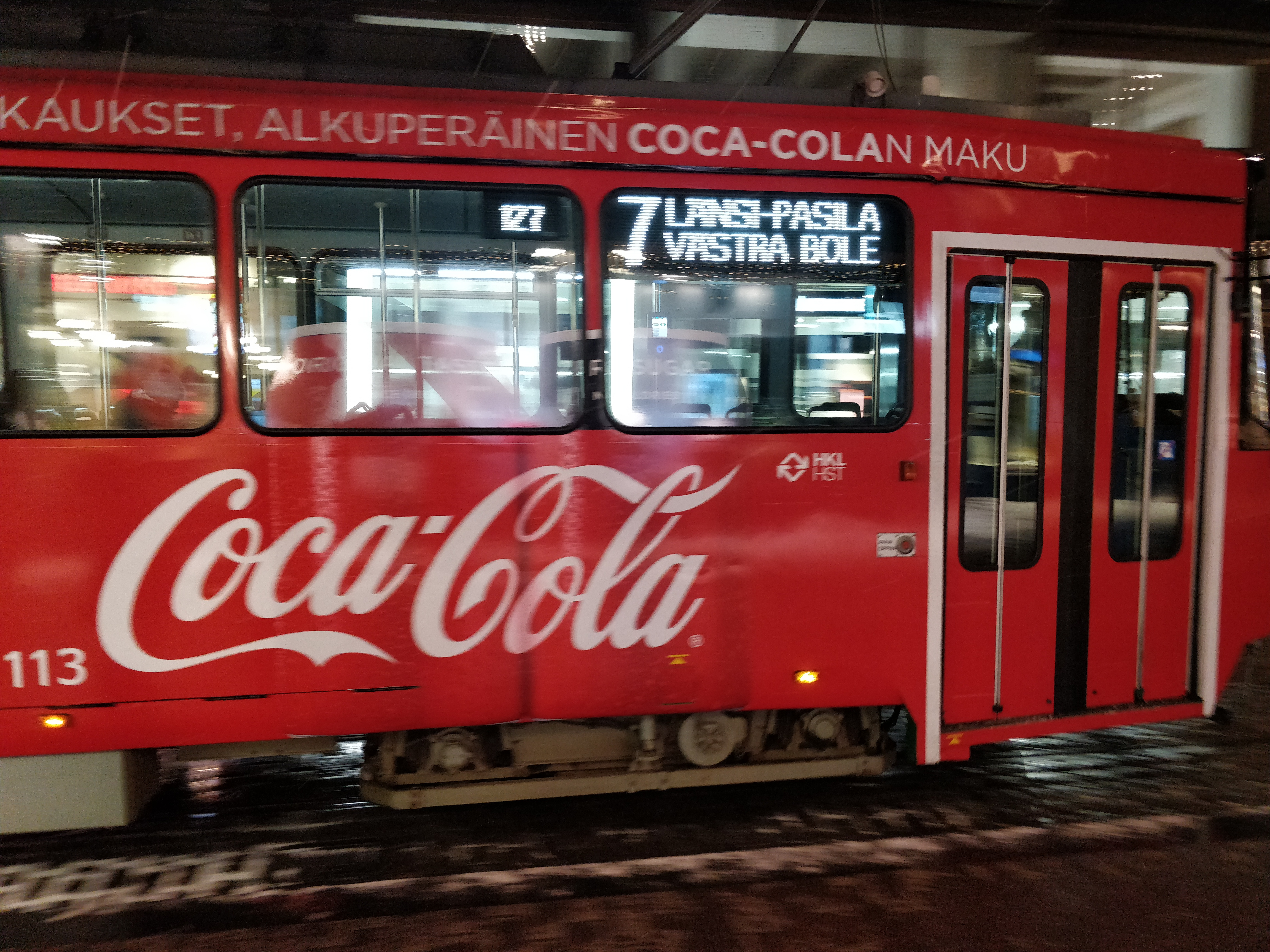
Die weltweit berühmte, rote Limonade gilt als Energiegetränk und Muntermacher.

### Verwendung in der Kunst
Auch in der Kunst gibt es weitgehend zwei Pole bei der Verwendung von Rot. Die Wirkung kann mäßig warm und angenehm oder überhitzt und aufregend sein. Ein Rotton veranschaulicht zum Beispiel eine liebevolle, behütende Mutter-Kind-Beziehung oder einen erhabenen, majestätischen Mondaufgang. Ein leuchtendes Gelb und Orange illustriert die lodernde Gefahr und Macht eines Feuers und ein grelles Rot verdeutlicht die Ekstase und Leidenschaft eines Tanzes.

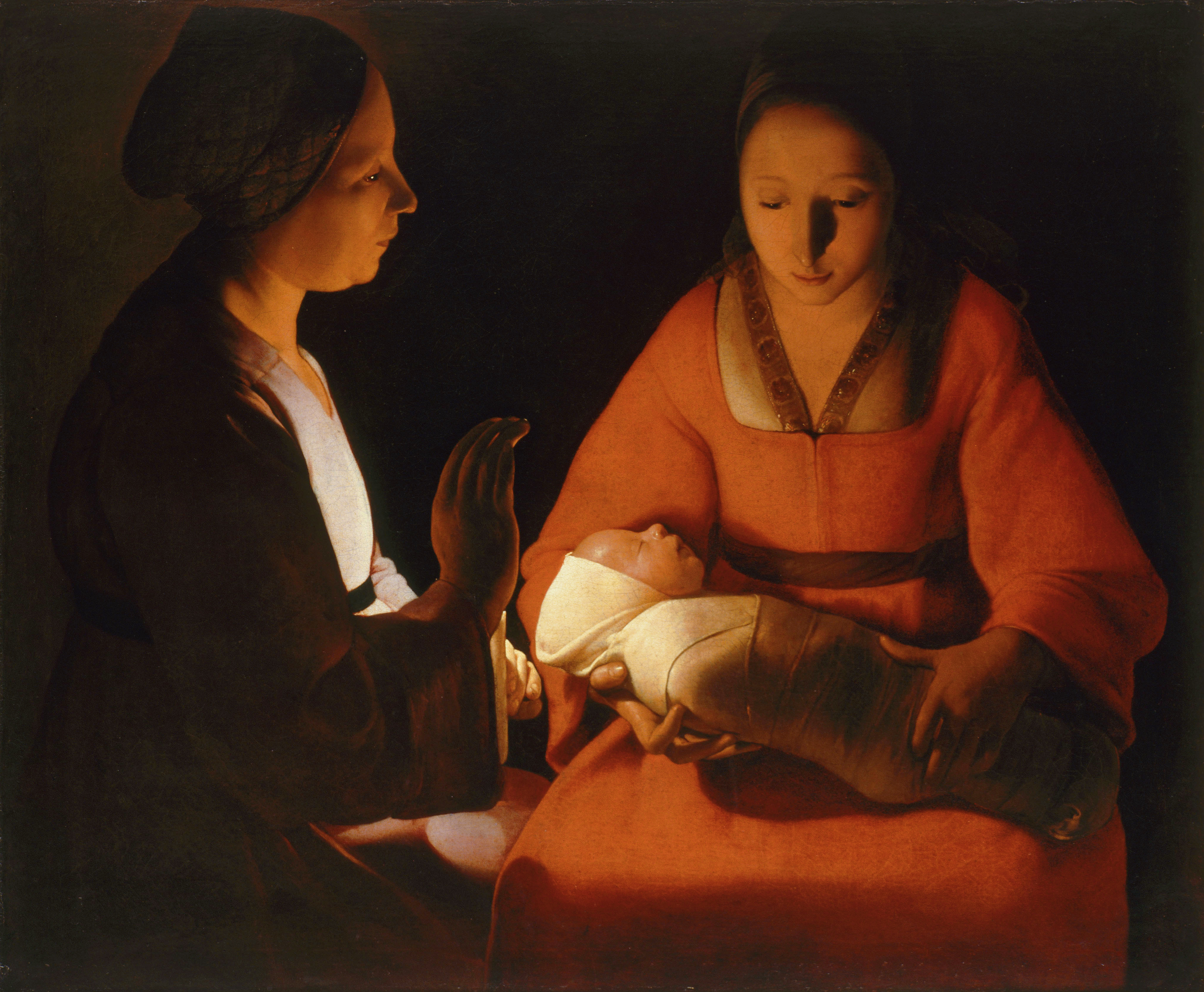
Warmherzige Mutterliebe: Georges de La Tour: Das Neugeborene, 1645–1648.
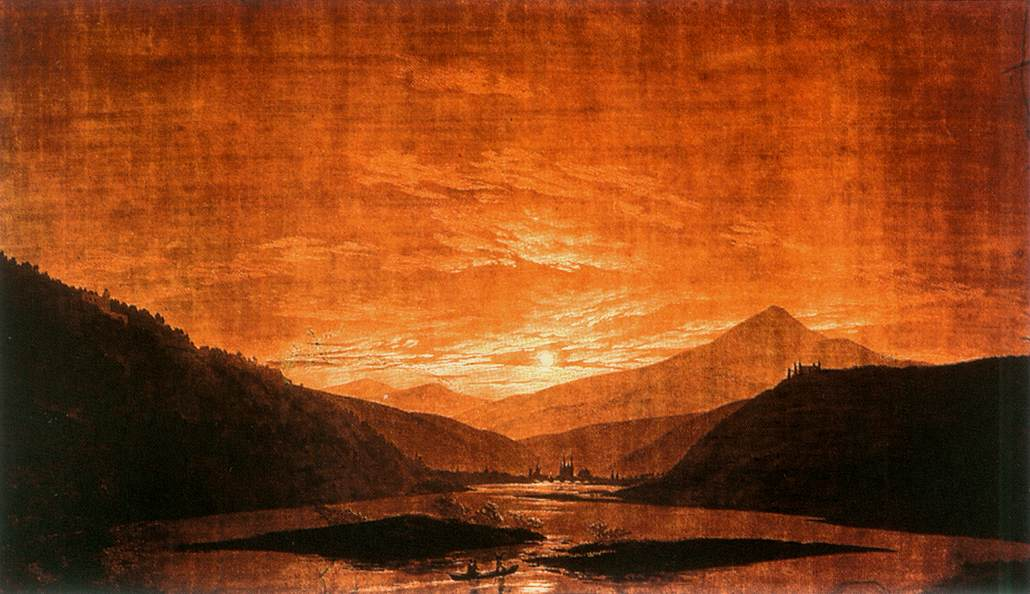
Idyllischer Mondschein: Caspar David Friedrich: Gebirgige Flusslandschaft bei Nacht, zwischen 1830 und 1835.
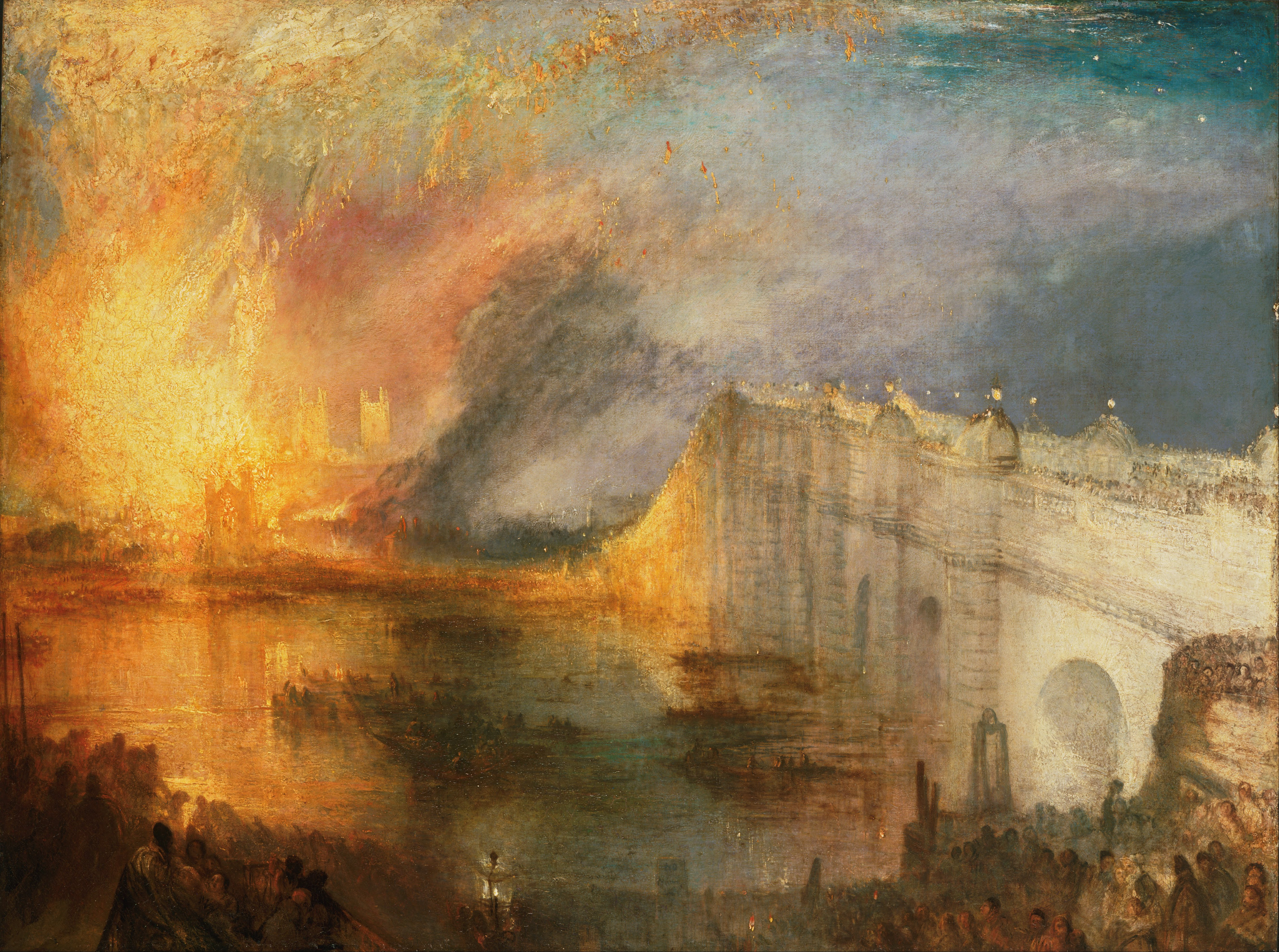
Gefährlicher und Aufmerksamkeit erregender Brand: Joseph Mallord William Turner: Der Brand der Parlamentsgebäude, 1834 oder 1835.